# افتخار (فیلم ۲۰۱۶)
افتخار (بلغاری: Слава) یک فیلم به کارگردانی کریستینا گروزوا است که در سال ۲۰۱۶ منتشر شد.